# Edwidge Danticat

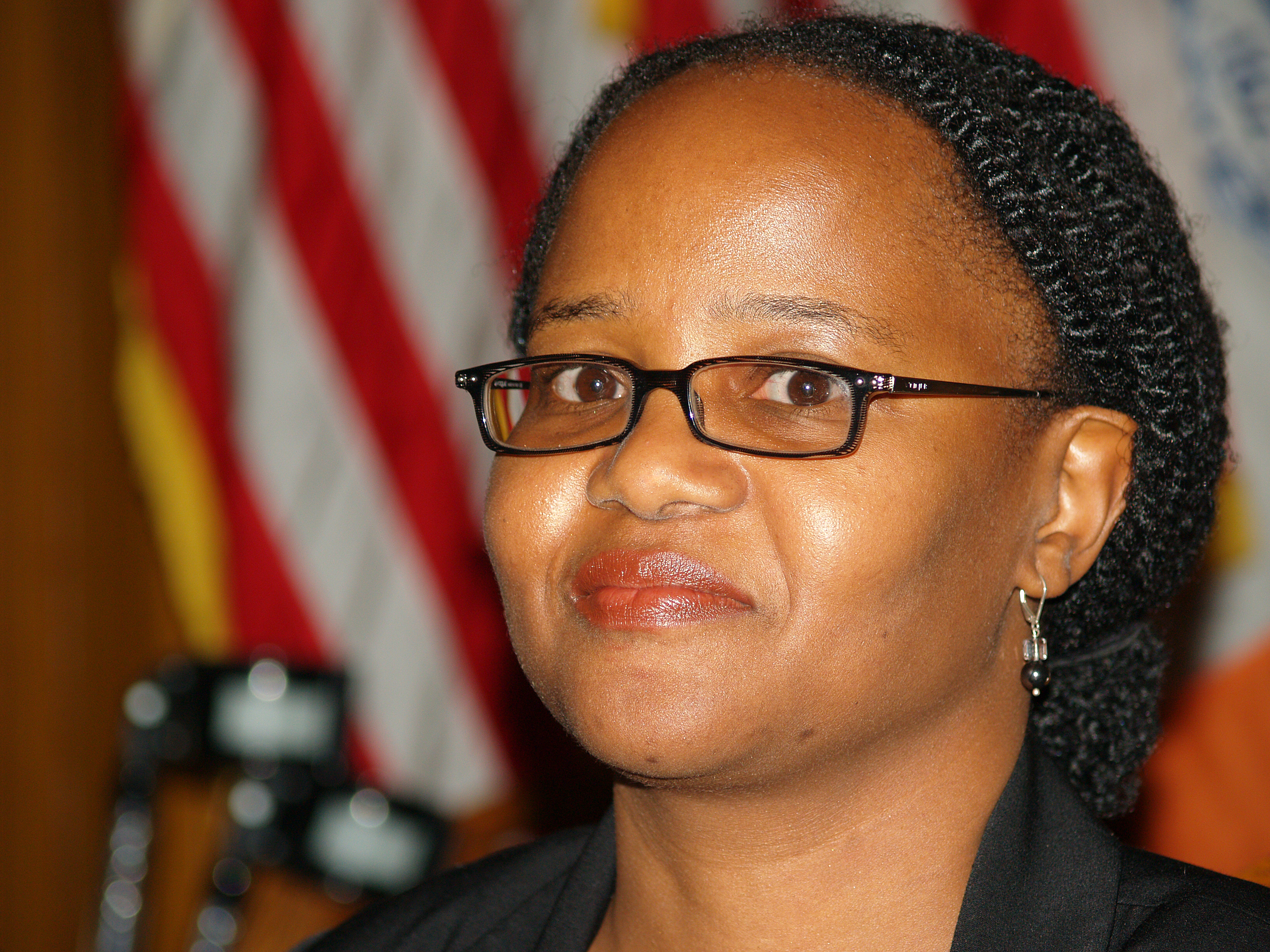
Edwidge Danticat (2007)

Edwidge Danticat (* 19. Januar 1969 in Port-au-Prince auf Haiti) ist eine amerikanische Schriftstellerin.

## Leben
1971 emigrierte ihr Vater in die USA, die Mutter folgte ihm 1973. Edwidge Danticat wuchs bei einer Tante in Port-au-Prince auf. Erst im Alter von 12 Jahren zog sie 1981 zu ihren Eltern nach Brooklyn. 1983 veröffentlichte sie ihren ersten Artikel in einer Zeitung, in dem sie ihre Auswanderung in die USA beschreibt. Danticat studierte Literatur am Barnard College und der Brown University. Heute lebt und arbeitet sie in New York.
Danticat ist eine der bekanntesten Autoren der haitianischen Diaspora; sie schreibt in englischer Sprache. Ihre Veröffentlichungen umfassen verschiedene Kurzgeschichten sowie Romane, die in zahlreiche Sprachen übersetzt wurden. Ihr Werk greift neben der Emigrationserfahrung vor allem Episoden aus der Geschichte Haitis auf wie das Massaker an haitianischen Immigranten in der Dominikanischen Republik 1937 im Roman Die süße Saat der Tränen oder die Duvalier-Diktatur. Ihr Buch Brother, I'm dying ist autobiographisch; in einzelnen Passagen in Der verlorene Vater spiegelt sich die Geschichte ihrer Familie.
2019 wurde sie in die Anthologie New Daughters of Africa von Margaret Busby aufgenommen.

## Werke
- Breath, Eyes, Memory 1994
  - Atem, Augen, Erinnerungen. Übers. Friederike Jünemann. von Schröder, Düsseldorf 1996, ISBN 3-547-72038-9
- Krik? Krak! 1995
- The Farming of Bones. 1998
  - Die süße Saat der Tränen. Übers. Beate Thill. Claassen, München 1999, ISBN 3-546-00166-4
- Behind the Mountains. 2002
- After the Dance: A Walk Through Carnival in Jacmel, Haiti 2002
- The Dew Breaker. 2004
  - Der verlorene Vater. Übers. Susann Urban. Büchergilde, Frankfurt 2010, ISBN 978-3-7632-6350-9
- Anacaona: Golden Flower, Haiti, 1490 2005
- Brother, I'm dying. 2007
- Claire of the Sea Light. 2014
  - Kein anderes Meer. Übers. Kathrin Razum. Hanser, München 2015, ISBN 978-3-446-24900-4

## Auszeichnungen
- 1994 Fiction Award The Caribbean Writer
- 1995 Woman of Achievement Award, Barnard College
- 1996 National Book Award Nominierung für Krik? Krak!
- 1996 Best Young American Novelists für Breath, Eyes, Memory
- 1999 American Book Award für The Farming of the Bones
- 1999 Premio Flaiano für Literatur
- 2000 LiBeraturpreis für The Farming of Bones
- 2005 The Story Prize und Anisfield-Wolf Book Award für The Dew Breaker
- 2007 The National Book Critics Circle Award für Brother, I'm Dying
- 2008 Dayton Literary Peace Prize für Brother, I'm Dying
- 2009 MacArthur Fellow
- 2018 Neustadt International Prize for Literature
- 2020 Mitglied der American Academy of Arts and Letters